# 2050 Francis
2050 Francis è un asteroide della fascia principale. Scoperto nel 1974, presenta un'orbita caratterizzata da un semiasse maggiore pari a 2,3257227 UA e da un'eccentricità di 0,2369576, inclinata di 26,57897° rispetto all'eclittica.
L'asteroide è stato così chiamato in onore di Fred e Kay Francis, parenti dello scopritore.